# 萨尔塔拉
萨尔塔拉（義大利語：Saltara），是意大利佩薩羅和烏爾比諾省的一个已废置的市镇。总面积9.97平方公里，人口6666人，人口密度668.6人/平方公里（2008年）。ISTAT代码为041050。
2017年1月1日该市镇与其他市镇一起合并为新的Colli al Metauro市镇。